# یاگیو رنیاسای: هیدنتسوگی کاگه‌شو
یاگیو رنیاسای: هیدنتسوگی کاگه‌شو (به ژاپنی: 柳生連也斎 秘伝月影抄 Yagyū Ren'yasai: Hidentsuki Kageshō) فیلمی است که در سال ۱۹۵۶ منتشر شد. از بازیگران آن می‌توان به شینتارو کاتسو و ایچیکاوا رایزو اشاره کرد.